# Călărași (stad i Moldavien)
Călărași är residensstad i det moldaviska distriktet med samma namn.
Enligt legenden härstammar stadens namn (ett gammalt ord för hästkarl) från en medeltida kavalleriseger över osmanska trupper vid floden Bîc.
Staden grundades 1848 och har 14 000 invånare. Den har en rumänsk vänort med samma namn.